# Concise-sous-Colachoz
Concise-sous-Colachoz, appelé également Corcelles-près-Concise–Stations de Concise  est un site palafittique préhistorique situé sur les rives du lac de Neuchâtel sur les communes de Concise et Corcelles-près-Concise dans le canton de Vaud, en Suisse.

## Histoire du site
Le site de Sous-Colachoz a été mis au jour et fouillé entre 1995 et 2000 dans le cadre du chantier ferroviaire de Rail 2000. Étendu sur plus de 5 000 m2, il a livré plusieurs milliers d'objets datant du Néolithique moyen (culture de Cortaillod), du Néolithique final et de l'Âge du bronze ancien. Le site ne compte pas moins de 25 villages successifs, bâtis sur près de 8 000 pilotis ; deux de ces villages, particulièrement bien conservés, présentent un système d'accès et de palissades unique en Suisse.
La plus grande partie des objets du site sont stockés dans les dépôts du musée cantonal d'archéologie et d'histoire. Seules quelques pièces « particulièrement spectaculaires ou didactiques » sont présentées au public dans le cadre de l'exposition permanente du musée. 
Le site est inscrit comme bien culturel d'importance nationale et fait partie des sites palafittiques préhistoriques autour des Alpes inscrits au patrimoine mondial de l'UNESCO.